# Lac Willoughby
Pour les articles homonymes, voir Willoughby.
Le lac Willoughby est un lac des États-Unis, situé dans la municipalité de Westmore dans le nord-est de l'État du Vermont.
En 2010, le magazine Yankee a désigné le lac Willoughby comme le troisième meilleur lac en Nouvelle-Angleterre.
L’extrémité sud du lac est entourée par la forêt nationale de Willoughby. Cette forêt administrée par l’État comprend le mont Pisgah, le mont Hor et le mont Bartlett.

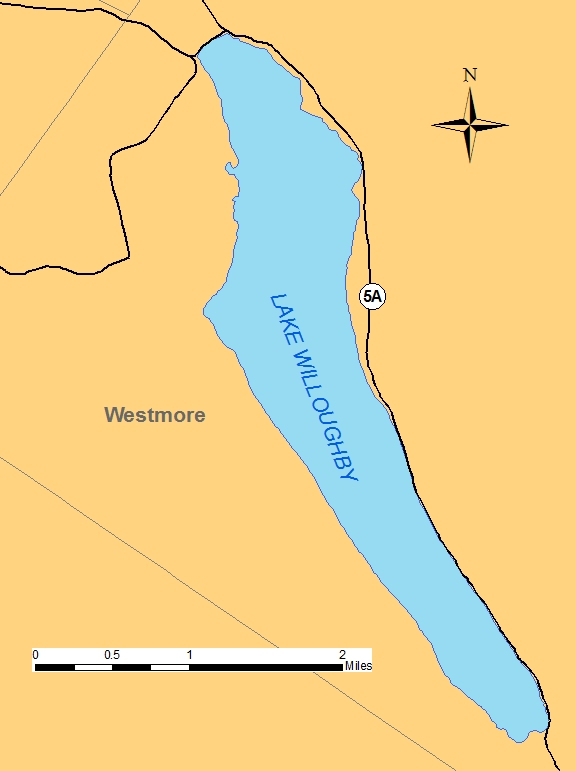
Le lac a une longueur d’environ 8 km.

Le lac Willoughby est reconnu pour sa plage publique qui s'étend sur 0,4 km sur la rive nord du lac, soit dans la zone de l’embouchure du lac. Une autre plage publique se trouve au fond de la baie sud du lac.
Le village de Westmore est situé sur le côté est, à la confluence du ruisseau Mill, qui draine les eaux de Long Pound. De nombreux chalets et maisons sont situés sur la rive Nord-Est du lac.

## Hydrologie
Le lac est connu pour sa clarté et la température froide des eaux car en raison de sa profondeur, la surface du lac gèle généralement plus tard que les autres lacs du Northeast Kingdom.

## Rivière Willoughby
La rivière Willoughby constitue l’émissaire du lac et coule vers le nord par Brownington pour aller se déverser dans la rivière Barton. Avant les inondations de 1927, la rivière comportait trois barrages. Tous ont été détruits par les inondations. Un pont de fer qui reliait Evansville à Brownington Center a été détruit et reconstruit.
Un barrage où la « Whetstone Dam » avait autrefois été érigé, a été reconstruit pour servir à alimenter une scierie, qui était toujours en vigueur en 2008. Le « State Fish and Game Department » a acheté les droits sur ce barrage afin de permettre à la truite arc en ciel de nager vers l’amont.

## Géologie

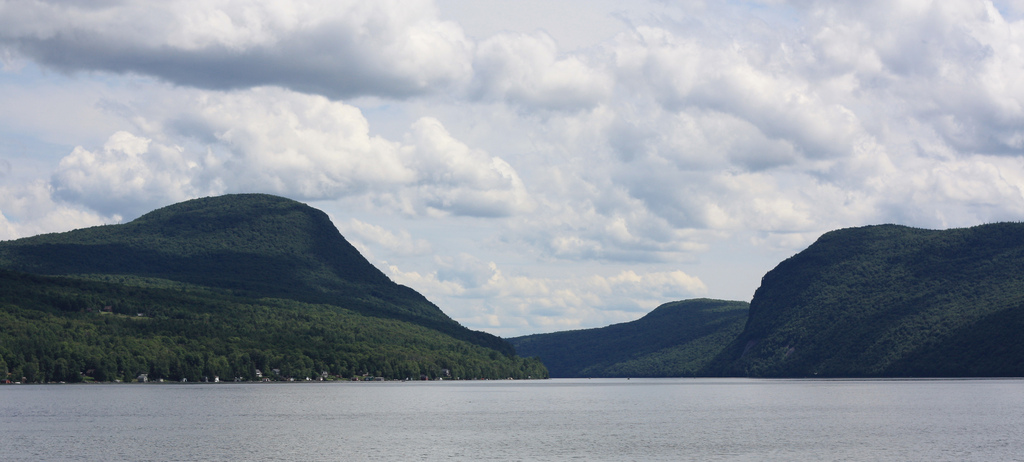
Une vue de l'extrémité nord du lac montre le mont Pisgah (à gauche) et le mont Hor s’élevant au-dessus de la surface.

Le lac Willoughby est un bassin d’eau s’orientant vers le sud-est, prolongeant la vallée venant du nord. Il a été créé par l’activité de la calotte glaciaire Laurentide qui grugea le terrain jusqu’à une profondeur de plus de 91 m à plusieurs endroits.
Ce lac d’origine glaciaire comporte une profondeur maximale de 98 m, soit le lac le plus profond parmi les lacs entièrement contenus dans l'État, et le second plus profond, soit après le lac Champlain, dont la profondeur maximale atteint 120 m. Le lac Willoughby ressemble à un fjord norvégien.
La roche entre le mont Pisgah à l'est et le mont Hor à l'ouest a été érodé par un lobe de glace de la vallée. Ce flux de glace a coupé à travers le granodiorite du lac Willoughby et les roches métamorphiques adjacentes. L'écoulement de la glace peut avoir exploité le substratum rocheux très fracturée le long de la marge du pluton Willoughby ou surfaces communes dans le pluton
Les autres montagnes sur le territoire de la municipalité de Westmore sont sur :
- Rive Est : mont Hedgehog (Vermont) (altitude: 652 m), mont Goodwin (Vermont) (altitude 873 m), mont Bald (Vermont) (altitude 1 003 m), mont Heystack (Vermont) (altitude 794 m) et mont McSherry (Vermont) (altitude 733 m);
- Rive Ouest : mont Wheeler (Vermont) (altitude 711 m) dans Comté de Calédonia (Vermont), mont Valley (Vermont) (altitude 563 m), mont May Pond (Vermont) (altitude 623 m);
- Rive Sud : mont Bartlett (Vermont) (altitude 621 m) dans Comté de Calédonia (Vermont).

## Histoire naturelle

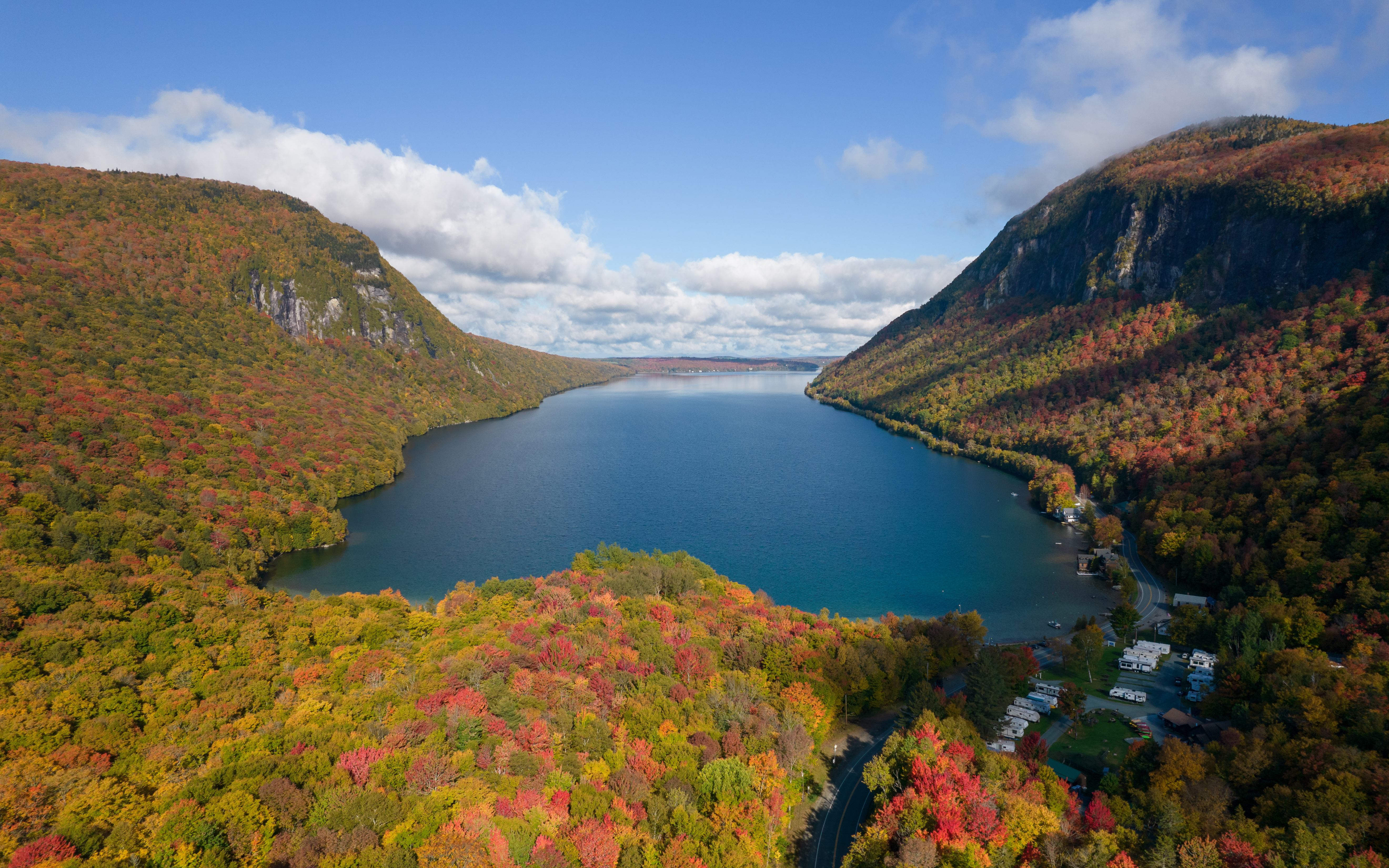
Le lac Willoughby avec le Mount Hor (Vermont) à gauche, le Mount Pisgah (Vermont) à droite.

Willoughby est répertorié comme un « National Natural Landmark ». Le lac Willoughby contient de la truite arc-en-ciel (sauvage et cultivée), truite de lac, saumon atlantique (principalement cultivé en piscine), éperlan, lottes, perchaude jaune, meunier rouge, meunier noir, méné de lac,méné et corégone qui est une espèce indigène dont la population est extrêmement limitée dans le Vermont.
La truite Steelhead (truites arc-en-ciel) n’est pas originaire de la région, mais a été implantée dans le Lac Memphremagog en provenance du Nord-Ouest de l'Océan Pacifique. Des spécimens ont émigré en amont jusqu’au lac par le biais de la rivière Barton (Vermont) et la rivière Willoughby pour frayer
Les falaises abruptes du mont Pisgah et du mont Hor fournissent un environnement propice pour les plantes arctiques et falaises alpines, ainsi que des aires de nidification idéales pour les rares faucon pèlerin
Plus de 100 espèces d'oiseaux ont été recensés autour du lac, y compris grives, fauvettes, colibris, geais, pinsons, huards, hérons et mouettes.

## Histoire
Des petits bateaux à vapeur étaient exploités sur le lac pour les touristes de 1884 jusqu’au début des années 1900 lorsque la vapeur a été remplacé par le moteur à essence
En 1915, Robert Frost a mentionné le lac dans un poème, "A Servant to Servants,
"I see it's a fair, pretty sheet of water,
 Our Willoughby! How did you hear of it?
I expect, though, everyone's heard of it.
In a book about ferns? Listen to that!",,.

## Toponymie
Le toponyme « lac Willoughby » a été officiellement reconnu le 1er septembre 1992 par le GNIS (Geographic Names Information System) des États-Unis.

## Coutumes et la culture locales
Le « rocher du Diable », soit une falaise du mont Pisgah tombant dans le lac, est situé à moins de mi-chemin de la plage sud du lac ; il s’agit d’un site renommé de plongée sous-marine pour les habitants et les vacanciers Ce rocher tire son nom d'une image peinte d'un diable sur le devant de la roche vers l'extérieur vers le lac. Il est aussi appelé « devils rock » à cause du reflet de ce rocher dans l’eau calme, qui génère une image ressemblant à un crâne allongé, vu de côté.
Le long de la côte est du lac, il y a une série de torrents naturels qui se jettent dans le lac Willoughby En hiver, ces ruisseaux se transforment en un mur de glace qu’escaladent les grimpeurs de glace

## Économie
Les installations récréotouristiques autour du lac offrent notamment les activités de natation, randonnée et la pêche sur glace. Il y a une plage de nudistes sur la rive sud du lac. Sur le territoire de proximité, il y a plusieurs terrains de camping et de services de location de chalets pour les vacanciers. La route route 5A longe bord oriental du lac.